# Adriana Olguín
Adriana Olguín, à l’état civil Luz Adriana Margarita Olguín Büche, née le 18 novembre 1911 à Valparaíso (Chili) et morte le 24 décembre 2015 à Viña del Mar (Chili), est une avocate et femme politique chilienne. Nommée ministre de la Justice en 1952, sous la présidence de Gabriel González Videla, elle devient la première femme ministre du Chili.

## Biographie
Elle est la fille d'Arsenio Olguín et d'Adela Büche. Après avoir étudié dans sa ville natale[Laquelle ?] au lycée n°2 de Niñas, elle rejoint la faculté de droit et des sciences sociales de l'université du Chili. Elle soutient une thèse de premier cycle en 1936, intitulée Las lagunas de la ley y el arbitrio judicial. Deux ans plus tard, elle devient avocate. Pendant ses études, elle rencontre Alberto Baltra (es), futur homme politique qu'elle épouse et avec qui elle a un fils, Luis Alberto.
Elle travaille ensuite comme avocate aux douanes de Valparaiso et comme professeure de droit constitutionnel et administratif, chose rare pour une femme de l'époque. Elle est également politiquement engagée, membre d'organisations féministes regroupées dans la Fédération chilienne des institutions féminines (es) et fondatrice de l'Association nationale des femmes au foyer. Comme son mari, elle est sympathisante du Parti radical, mais n'en est pas membre.
En 1952, elle est nommée ministre de la Justice dans le gouvernement du président Gabriel González Videla. Son rôle est cependant plus technique que politique. Elle n'occupe cette fonction que brièvement (Videla quitte le pouvoir en novembre de la même année et elle fait de même) mais reste considérée comme la première femme ministre au Chili et l'une des premières d'Amérique latine,,. Le successeur de Videla, Carlos Ibáñez del Campo, nomme en novembre 1952 María Teresa del Canto ministre de l'Éducation, poste qu'elle occupe jusque 1953. Cependant, ces nominations masquent le fait que les femmes ne commencent à véritablement jouer un rôle important au sein du gouvernement chilien qu'à partir des années 1990.
Entre 1946 et 1953, elle travaille au Bureau des femmes. En 1955, elle rejoint le conseil de l'ordre des avocats et, pendant les années 1960, elle est conseillère juridique du contrôleur général de la République. Entre 1981 et 1989, elle est membre du Conseil d'État convoqué par la dictature militaire d'Augusto Pinochet.
Le 3 novembre 1983, elle devient membre de l'Académie chilienne des sciences sociales, politiques et morales (es), dont elle est la vice-présidente de 1995 à 1997 puis de 1998 à 2000.